# Amastus elius
Amastus elius är en fjärilsart som beskrevs av Weym. Amastus elius ingår i släktet Amastus och familjen björnspinnare. Inga underarter finns listade i Catalogue of Life.